# 若望·特次勒
若望·特次勒（Johann Tetzel，1465年—1519年8月11日），天主教的道明會神父、傳教士，德意志人，另一方面，他是波蘭異端宗教法官，之後在神聖羅馬帝國成為教會販賣贖罪券的主管，這立場被馬丁·路德大大挑戰，引發德意志宗教改革乃至於全歐洲的宗教改革。

## 生平

### 早年
1465年，特次勒出生於皮爾納，是金匠福爾曼（Fuhrmann）的兒子。早年在拉丁語學校讀書。1480年全家搬到了萊比錫。

### 求學階段
1482年至1483年間，特次勒就讀於萊比錫大學，於1482至1483年冬季入學，修讀神學，於1487年他獲得文學學士，10月正式錄取為本科。不久他在萊比錫並於1489年進入萊比錫的聖保利修道院(Dominikanerkloster pc. Pauli)加入了道明會成為修士。後世相信他背後發生了一些事情導致他進入修士行列，不再作任何世俗的工作，突然放棄學業，變為進入了修道院。[2]在他加入了道明會後不久，不論在皮爾納或萊比錫，都不能站穩陣腳。從萊比錫的社群出現了不滿及磨擦。

### 成就
特次勒雖然不常在修道院裡，直到他1519年去世。萊比錫是特次勒第一次出門傳道的區域，在當地宗教學的領域傳道、教理問答，頗有成就，在1497年他到羅馬找喬希姆（Joachim Turrianus），會內的領袖（General）以保其職份，之後加入了第二間修道院。雖然再次經歷了按立，他似乎亦能維持他的職份。他負責籌備崇拜、聖餐禮儀、講道、巡遊殿樂，還有實行教會的禮儀。幾年後他成為了在格沃古夫修道院的院長，這是屬於波蘭的省份。在波蘭省John Advocati的要求下，他被局長托马索·卡耶坦按立成判官。與此同時，他與萊比錫修道院需維持友好關係，不單是為了在萊比錫道明會多次講訊息，而是他與波蘭省的服侍關係後他被按立成撒克遜省的審判官。他一生的活動以及服侍單位的公開性都讓他成為了名人。 並在1502受 喬萬尼Cardinal de'Medici（就是後來的教宗利奧十世1475-1521, Pope 1513-1521）委託，他整個人生都是為宣揚的基督禧年的特赦。在1509年，他成為波蘭的審查員，並在1517年1月成為馬格德堡和哈爾伯施塔特教區阿尔布雷希特的大主教及贖罪券委員。在當時宗教體制中，因教廷委辦特次勒大力銷售贖罪券為人認識，為整頓軍備以從事與當時的俄羅斯作戰，已經安排籌措軍費而發賣的物品。在這種受威脅的光景下，要求教皇出來寫諭旨公布贖罪券，其銷售額竟反過來，後來更成為教廷斂財的工具，顯然是組織人才。

### 賣贖罪券
在1502年，當條頓騎士團在立窩尼亞從亞歷山大六世處獲允，分別在馬格德堡、不萊梅州及里加的教省裏得三年傳揚禧年詔書的批准，受喬萬尼美第奇枢机主教（就是後來的教宗良十世）委託，他整個人生都是為宣揚的基督禧年的特赦。他首次以贖罪券的傳道者亮相。1504年，特次勒首次為德意志騎士團買賣贖罪券 ，由於贖罪券的宣講，特次勒曾因為積極推銷贖罪券而名利雙收。1504年至1515年間，他聚斂大量錢財的資金來支持十字軍對俄國的討伐，向德意志騎士團宣揚的贖罪券，教宗良十世（LEO X）需要將部份所得的盈利用於建造聖伯多祿大殿。後來在兩次的辯論中反對馬丁·路德的引論聖經說法。特次勒被指控「買贖罪券能除去一切的罪」其實是謊話，這對特次勒造成了極大的醜聞。據認為，特次勒籌集的所有錢是為了聖伯多祿大殿的重建，但事實上當中有一半的錢被美因茨大主教，及布蘭登堡的阿爾布雷希特樞機（他們二人都是特次勒的權力掌控下神職人員）拿走，以償確保還阿爾布雷希被任命為大主教的債務。1505年，當教宗儒略二世批了額外的三年在科隆、美茵茨及特里爾得新的大赦。

### 晚年
1503-1509特次勒依然住在Queiskreis。他被拒不能進入波蘭的西里西亞。1509年，他成為波蘭的審查員。在1509末，他到斯特拉斯堡的贖罪券售賣部，在1510年他到了紐倫堡、維爾茨堡及班貝格。1505年至1510年較前期他在格洛高(Glogau) ，經過了短短的時間他在經過薩克森地區(Saxonia) ，並向群眾公開宣講兜售贖罪券。這是一個不穩定的生活時期。稍後，他活躍於德意志南部地區和奧地利工作。在因斯布魯克(Innsbruck)他被判欺詐和斂財行為，那時處薩克森地區腓特烈(Friedrich of Saxonia)與神聖羅馬帝國皇帝馬克西米利安一世(Maximilian I.)在寬鬆的查問，特次勒沒有被譴責，審判中獲得放寬特赦。然後，他再次來到莎索尼亞(Saxonia)。1508-1509年期間，特次勒依然住在Queiskreis，以 Friedeberg和布雷根茲(Gebhardsdorf)教堂重修建築巍峨壯麗為裝飾的行為為表示感激之情。自1510年7月至1516年4月，失去了有關他所有的踪跡。他1516年以贖罪券的傳道者出現以拯救羅馬聖伯多祿的建立（詳情請看馬丁·路德），這把他推進了名大於實，誇大了其重要性，並為他冠以無功受祿的惡評，這亦是目前唯一最痛苦的重要研究。[1] 1515至17年間他幾次回鄉探望皮爾納這地方，他於1517年獲得博士學位，至於如何獲得就有三、四個說法，1) 從奥德河畔法蘭克福大學神學博士學位，2) 在道明會修道院，獲得神聖神學博士學位，3) 教會內的領袖授憑，4) 被權威的教宗良十世任命為神學博士。
1516年麥森(Meissen)教區委任特次勒奉命為贖罪券檢查員為建造在羅馬聖伯多祿大殿。並在1517年1月成為馬格德堡和哈爾伯施塔特教區的大主教及贖罪券委員，特次勒這個名字與當時的羅馬教廷的“贖罪券”不可分割，從而致使馬丁·路德推動成為引發宗教改革的導火線之一。

### 死亡
馬丁·路德的改革運動擊潰了特次勒在贖罪券八年來的努力，他因此被遠離、心靈崩潰、身體健康受挫，在1518年萊比錫他的修道院退休。在1519年在萊比錫有瘟疫流行，他死於瘟疫之中。 當路德聽到他病入膏肓，他寫信安慰他，告訴他「不要打擾，因為事情沒有算到你的頭上，但孩子們有一個不同的父親。」 1519年8月11日離世，去世時他名譽掃地，被公眾唾棄。他被埋在波利娜教堂Paulinerkirche的祭壇，但在1546年因為施马尔卡尔登战争的城市設防擴張，它部分屍骨被移除。而教會亦於1968年被德國統一社會黨政權炸毀。

## 遭遇

### 遇上伯樂
布蘭登堡的阿爾布雷希特(1490-1545) 是一個雄心勃勃的年輕男士，年僅二十三歲就當上大主教，但他渴望當上美因茨王公主教（選侯），以得到歷史性的名望、及更具即時的影響力。阿爾布雷希特被教宗獲准了賣贖罪券，只要買了就能從煉獄的長期受苦中釋放。阿爾布雷希特找上了銷售大師特次勒，這樣，他就可以還清銀行的債務，亦完成對羅馬教會的責任。

### 遇劫
维滕贝格一個英俊的學生聽到，特次勒稱贖罪券可以抵銷未來的罪過，學生就即刻購買了。特次勒賣了贖罪券給學生，出發到另一個城鎮時，被攔路的強盜伏擊。強盜搶了特次勒的錢之後，露出真面目，正是那令人入迷的學生，該位學生展示出贖罪券，表示其搶劫特次勒的罪行，特次勒作為教會的代表，早已赦免。

## 特次勒與馬丁·路德之爭

### 馬丁．路德的批評
當在一個離维滕贝格（不得宣揚有關贖罪券的地方）不遠，在薩克森外的小鎮－於特博格（Jüterbog）傳道時。特次勒的活動的言論很快到達維滕貝格大學的神學教授馬丁 · 路德，收到這消息使他驚恐。對於購買特次勒的文件的人，路德並沒有喜樂盼望的反應，而是氣憤不已。特次勒肆無忌憚地宣講贖罪券的好處；令人不能容忍: 「看！你的母親在煉獄的火中受折磨，她這樣的受苦正因為你，因為你不願用一毛錢的硬幣拯救她。」路德憤慨地宣佈:「我想在定音鼓上開一個洞。」 作嚴正抗議。
馬丁·路德大力譴責整件事，成為特次勒巨大及重要的醜聞，路德認為必須把教會從可恥的贖罪券買賣拯救過來。路德於1541年有關「從贖罪券到於特博格（Jüterbog）很多人在維滕貝格聚集」（Wider Hans Worst in "Sammtl. W.", XXVI, 50-53）成了最猛烈的抨擊之一，之後在1517年10月31日，經歷相當猶豫後，有關贖罪券的《九十五條綱領》都張貼在在維滕貝格的城堡門口。這有關贖罪券的宣揚並非最初及即時的因素促使路德公佈95條，於特博格（Jüterbog）的「年鑑」(Hechtius, "Vita Joannis Tezelii", Wittenberg, 1717, 53 sq.) 證實了特次勒最早在4月10日宣揚，而路德在給予大主教阿爾布雷希特（Archbishop Albrecht）的信中承認了他那宣揚打擊濫用贖罪券的想法已醞釀了很長時間。 特次勒已經在布蘭特堡區內留了幾個星期(Paulus, "Johann Tetzel", Mainz, 1899, 47)。
路德認為特次勒提倡的「寬恕的三步公式」說法是沒有聖經依據的。對路德來說，在聖經裡得到神的寬恕唯一的條件是對罪有真誠的懊悔，對神的應許有信心，並決心遵循十字架的道路。毋須有贖罪券。即使有，教宗也沒有權力取消他自己沒有施加的任何懲罰（即「補償」）。 教宗唯一的權力是宣布神的寬恕，即「赦免」，那是任何神父都可以做的。

### 特次勒的回應
《九十五條論綱》發表後的兩個月，贖罪券大推銷員特次勒狂怒地發表了一份反《九十五條論綱》的《一百六十條綱領》。早前，一位書商拿了八百份《一百六十條綱領》出現在維滕貝格。維滕貝格學生沒收了這些單張，並在城市廣場燒了它們。但特次勒並不受恐嚇。 1月，特次勒煽動道明會修士發起一個運動，將路德定為異端。2月，路德的敵人們預測，路德很快就會受到跟波希米亞的宗教改革者揚·胡斯一樣被火刑。
特次勒死命地反駁了路德的傳道。路德快速地回復了特次勒，連同先前其他的單張。但是當特次勒發表另一個誹謗時，路德只是放棄了回應。這跟路德的改革派形象並不相符。但路德解釋說，他只是厭倦了特次勒的「無文化的無知」。

## 著作

### 《演講》
特次勒的著作名為《演講》（ "Vorlegung"）。當時的特次勒僅僅為神學學士。在《演講》的結尾，特次勒宣佈他將會發佈『幾項其他原則及立場』。這是第二系列的論文，共五十篇，於1518年5月出版。當中，贖罪券只是輕輕帶過，其爭議主要集中在教會的權力。

### 路德對《演講》的回應
有關路德在1518年4月出版的《論贖罪券與上帝恩賜》（"Sermon on Indulgences and Grace"），是回應特次勒的《演講》（ "Vorlegung"），接受過神學訓練的神學家，雖然不完全，卻逸出強烈的洞察力，並非單單的學術上的比賽；乃是原則上具前瞻性及重要的鬥爭，涉及基督信仰中最基礎的原則及教會的權力。他單以超凡的準確性有關不幸的結果就出現了。

## 特次勒的教義立場
首先，在為生者與死者之間的贖罪券上必須作出最清晰的區分。有關生者的贖罪券，特次勒總是教導純全的天主教的教義。他提出聲明說贖罪券不只豁免了對罪暫時的處罰，而是對其罪惡感的豁免，而其他沒有事實根據對指控他的聲明，就是他出售對罪的饒恕以得金錢，甚至完全沒有提及到懺悔和告解，或者，付了錢，他就從將來可能會犯的罪之中得了赦免。事實上他的教訓是非常明確，並且與天主教會的神學相當一致，正如當時和現在一樣，譬如，贖罪券「只適用於那些已為罪悔改和承認的人暫時的刑罰上」。
對死者的贖罪券的情況是非常不同的。關於這些，毫無疑問，特次勒根據他所認為權威的指示，宣稱作為基督教教義，沒有要求懺悔或認罪的情況下，只需要求一個指定的金額去取得死者的贖罪券。
他還教導，根據當時的意見，贖罪券可對任何靈魂都有歷久不衰的影響。從這個假設開始，毫無疑問地，他的教義幾乎是眾所周知的極端的名言。
路德曾寫到，特次勒稱贖罪券能洗清強姦聖母瑪利亞的罪。

## 後世對特次勒的評價

### 為特次勒平反

#### 特次勒被誤解
歷史中總會有有幾個角色會被無故地誤解，甚至毫不留情面地被諷刺，特次勒就是其中一個。「即使他的生平中是有正面及風光的神話，到最後，在沒有批判性思考的新教歷史家中，他就成為了典型的贖罪券商人，從中並可能創了祕史。」 直到我們時代的重要學術研究中，主要在尼古拉斯保羅（Nicholas Paulus）博士手中，他才以正確的角度被理解，下文會詳述之。首先，他對赦免的生活教導是正確的。對有關不理悔改與否的罪能被賣，以及將來犯罪能賣的指控都是沒有根據的。他指出，赦免只能應用在「有悔改及認罪」，並補充「沒有人能得赦免除非他有真正的悔改」。當然認罪信是可以單單從金錢上的考慮而寫，當中並沒有悔改的態度。但這些文件都未能帶來赦免。這只是初步選擇正確的懺悔者的批准券，這懺悔者是只有經過懺悔認罪能從罪及保留的個案中得赦免，並同時發出整全的赦免。很多他對亡者贖罪方面的教導並沒有提到。有關他的押額詩，「箱中钱币叮当响，灵魂脱狱得解放」（德語：„Sobald der Gülden im Becken klingt im huy die Seel im Himmel springt“）如路德的「那些不愛酒、妻子及歌曲的，餘生就成了愚拙的。」（Who loves not wine and wife and song Remains a fool his life long) 雖然都是假的，同樣都未能分別追溯至作者的文本實體。由特次勒所寫的能追溯至法蘭克福的論文的實體。當中他接納了幾個僅僅無名作家的意見，這違反了教宗赦免詔書的內容。

#### 贖罪券事件主腦另有其人
上文提及的論點並沒有得到任何認可，只有被有權威作家譴責，被樞機主教托马索·卡耶坦在1517－19年的條例中拒絕。因著這些教導他讓自己成了受譴責及諷刺的對象。對於只接受錢及禮物而沒有認罪悔改就得著整全死亡後的赦免，是被教會所厭惡的，並違反了每項基本的公義原則。被樞機主教卡耶坦指「傳道者是以教會的名義而行動的，因他們一直都在教導基督及教會的教義；但若他們所教的都是被自己的意念、隨意的意志及未受教育的事情所引導，他們不能被通過成為教會的代表，當他們離開正道的時候是無需疑惑的」. 就是這從教會的正確教導中偏離的誤差並顯眼及可恥庫房的收入引致當代Cochlæus, Emser, and Duke George 責備的濫用及醜聞。(Paulus, op. cit., 117-18)「死亡的濫用復活的；傳道者的態度、奉獻的及發行贖罪券的態度都引來很多醜聞；這一切都使特次勒無從脫罪。」
整個贖罪券事件歸咎於特次勒，雖然他特次勒不是贖罪券的起源，贖罪券的風氣是自從15世紀中期在各地流行的起來，掀起一場新的浪潮。特次勒只支持販買贖罪券。有學者認為特次勒不是一個偉大的創作人，而是一個堅穩的組織者。事實上， 雷蒙德（Raimund Peraudi）才是主腦，才是背後真正的贖罪券精心策劃者和組織者，換句話說，特次勒只是一個極其虔誠的人。
特次勒的神學觀點是沒有根據的，他對得赦免的倡議是可惡及輕率的，他的道德人格、每個諷刺性舞劇及畫、下流中傷的文字都是重大遺棄道德的證明。這幾乎值得略為提及沒有人有Miltitz作資訊來源。但Miltitz已被評為不再有任何歷史性份量。新教的Oscar Michael指出：「所有證明Miltitz為可靠證人的努力都付諸流水。」另一個新教作者指「被傳閱由Miltitz評論有關特次勒的報告都已經失去了信用。」由路德、Malthesius, Sleidan及幾乎每個新教歷史學家對Ratisbon犯姦淫，被判浸死刑的詳細描述，都被證為荒謬; Brieger (Theodor)指「這是…. 一個會從所有歷史中消失的時候。」 Dibelius of Dresden 指 「從特次勒的敵人所歸咎於他的錯誤及缺點中，不道德的罪名並不成立。」 在 Berger (A.)指出，「Paulus 有效地反駁聲名狼藉的姦淫的祕史，而沒有人將再次使之流傳。」路德在95條中對特次勒不敬地傳揚有關被祝福的處女，並在路德給予樞機主教Albrecht的信中及 Wider Hans Worst單張中最外顯部分，不單被特次勒(1518年12月3日)立即憤怒地否認，被Halle的整個城市地方行政官正式決議聲明是錯誤的(1517年12月12日)，並發了聲明，但現今被成功地證實是不得體的捏造物。

### 贖罪券基金之疑雲
有關贖罪券的基金被侵佔亦是傳說。這為了拯救施捨金的預警是侵佔的前奏。收集錢的盒有兩或三個鎖，鎖匙是由幾個保管者保管，包括富格尔銀行的代表。這是沒有可能在公證人面前開啟其保險箱。教會的禁制令是私下存款。需要交於懺悔者或贖罪券次售賣者使贖罪券無效。根據新教作家Körner指出，特次勒在Jüterbog及其他德國城鎮展出的贖罪券錢箱都是偽造的。最近天主教的路德的傳記作者Grisar指出：「把自1517年的整個判教成因都歸咎於不快的修道士…..是不正確的傳說。」

### Achhammer的評語
學者Michael Achhammer認為，沒有路德出現，特次勒歷史中的的形象會是一個相對無惡意的的人物。當然他是明道會的修士重要和較突出的人，至少在德意志中部區域內。但是，這標誌著特次勒實際上只收到路德贖罪券爭論，讓他如大主教archbishop般，在新教宗教改革的歷史中成為 “很差的”的人。

### 特次勒是籌款的守護神
在費城的路德教神學院新約研究教授約翰‧魯曼（John Reumann）認為，資金籌集一直是地雷區,，對於誘惑的屈服是古代哲學難題的「最終證明手段」，是永遠存在和誘人的事。魯曼把特次勒稱為「無情，以『組織為本』意識的基金募捐者守護神」。

### 特次勒是宗教改革的催化劑
特次勒的贖罪券籌款方法成為了馬丁路德推行宗教改革的催發劑。這引發了歷史上最災難性的時期。即使到現在，仍繼續影響基督徒思考聖經和神學的方式，更多關注路德的論文，管理及對於籌款集資的辯論。 2015年是特次勒誕辰550週年，在皮爾納有慶祝活動。2017年的宗教改革500週年，路德宗神學家馬戈·開斯曼認為，皮爾納將成為重要慶祝紀念。特次勒(皮爾納之子)給了一個改革的教會，最終推動路德走上改革的動力。

### 從戲劇看特次勒的形象
在1617年改革宗第一次德意志地區教派慶祝，在某次慶典的宣講，也印製和派發傳單，同時寫了並上演一出戲劇。戲劇中，特次勒出現在大主教旁，也成為了路德敵人。